# Anelaphus inermis
Anelaphus inermis är en skalbaggsart som först beskrevs av Newman 1840. Anelaphus inermis ingår i släktet Anelaphus och familjen långhorningar.
Artens utbredningsområde är:
- Bahamas.
- El Salvador.
- Guatemala.
- Honduras.
- Guadeloupe.
- Nicaragua.
- Panama.

Inga underarter finns listade i Catalogue of Life.